# Багатоквартирний будинок

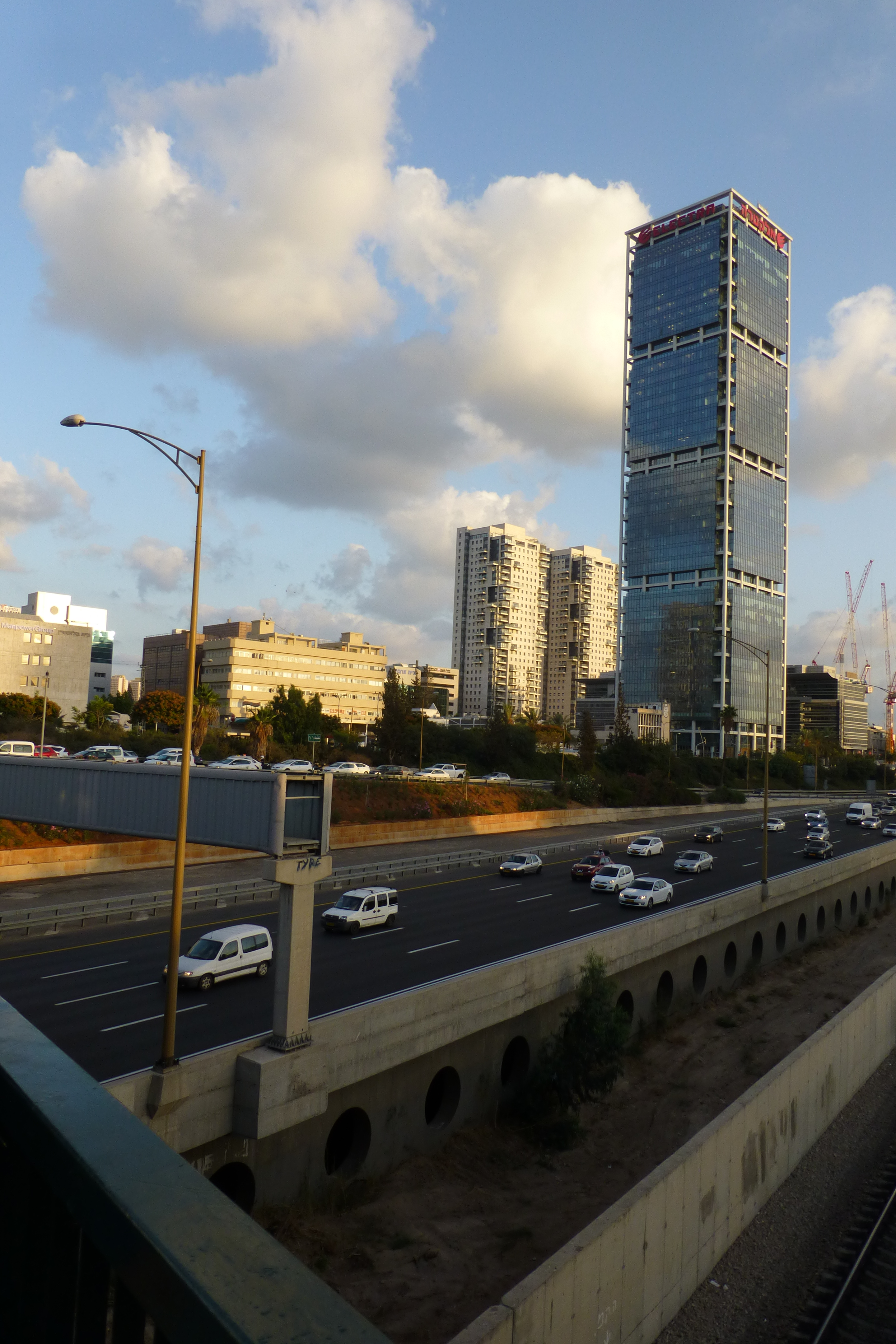
Багатоквартирний будинок

Багатоквартирний будинок — жилий будинок з трьома і більше квартирами. Багатоквартирний будинок може також мати нежитлові приміщення, які є самостійними об'єктами нерухомого майна.
Залежно від кількості поверхів багатоквартирні будинки поділяють на малоповерхові (1-4 поверхи) та багатоповерхові (5 поверхів та вище).
На території колишнього СРСР знаходиться багато панельних будівель.